# 梅津栄
梅津 栄（うめづ さかえ、1928年〈昭和3年〉7月5日 - 2016年〈平成28年〉8月6日）は、日本の俳優。富山県下新川郡泊町（現・朝日町）出身。身長167cm、体重80kg。本名：梅津 榮（うめづ しげる）。
元同人会ミヤプロ、ヒトメディア所属、晩年は芸能事務所DualProduction所属であった。

## 来歴・人物
富山県下新川郡泊町（現・朝日町）出身。
富山県立富山工業学校（現在の富山県立富山工業高等学校）機械科を卒業。
父を亡くし、紡績工場に勤めるが、1951年に俳優を志して上京、舞台芸術学院入学（2期生）。その後、木村功の付き人になる。俳優を目指した動機は「桂木洋子に憧れ、ひょっとしたら共演できるんじゃないかと思ったため」と述べている。
若い頃から老け役として活躍。老け役を演じるため、若いうちに総入れ歯にしていた。
「俺は庶民俳優だから」と称し、悪役からコミカルな三枚目・とぼけた役・シリアスな役柄等演技の幅は広く、名作からコメディまで内容を選ばなかった。また、若手の俳優と絡む様な場面でも決して偉ぶることなく、自分より経験の浅い俳優の演技をサポートしつつも自らの仕事を全力でこなしていたという。
『キネマ旬報』のインタビューでは「傍役ってのは、でも、屈辱の世界ですわな」と漏らしており、少ない出演シーンで要求されるものを表現せねばならない難しさと苦労を語っている。新しい仕事の前日には眠れないと明かしており「どういうのかしらん?緊張しとるんでしょうね」と話している。なおこのインタビューでは「恥ずかしいからどうしても書かないでください」と梅津が頼んだため、生年は「昭和ひとけた」としか明かされなかった。
時代劇で公家役を演じる際には江戸時代の公家の習俗を夫人の助力で調査した（「『〜おじゃる』という言葉遣いを初めて使用した」と本人がコメントしている）。
私生活では一男一女の父。趣味は水彩画、陶器収集、書、画廊巡り。書家としても活動していた。歌手の島倉千代子のファンだった。
2016年8月6日午前2時30分、肝硬変のため都内の病院で死去。満88歳没（享年89）。
葬儀は近親者で営んだ。

## 出演

### テレビドラマ
- チロリン村とくるみの木 （1956年、NHK）
- 不毛の設計 （1959年、NTV）
- トップ屋 （1960年、CX）
- 川上哲治 （1960年、CX）
- このみぞをこえて （1960年、KR）
- 茜色の貯炭場 （1960年、KR）
- 決定的瞬間 第2話「いやな夜」（1961年、NTV）
- ここに人あり 第174話「てんやもん」（1961年、NHK）
- 波止場 （1961年、TBS）
- 誕生日はきっと （1961年、TBS）
- 舞妓東京を行く （1961年、NTV）
- スタイロールの犯罪 （1961年、TBS）
- だにとダイヤモンド （1962年、CX）
- 煙の王様 （1962年、TBS）
- 銀と青銅の差 （1963年、NHK）
- ふりむけばふたり （1963年、TBS）
- なりひら小僧 （1963年、TBS）
- 二人だけの橋 （1963年、NET）
- 毒（1964年、TBS）
- 虹の設計 （1964年、NHK）
- 悪妻万歳 ソクラテスの妻より （1964年、NTV）
- 弾丸列車 （1964年、NHK）
- 夫婦百景 (NTV)
  - 第327話「おにぎり夫婦」（1964年）
  - 第363話「石と女房」（1966年）
- 家庭の幸福 （1964年、NHK）
- 青年同心隊 第3話「虹を追いかけろ」（1964年、TBS） - 目明し仙太
- 特別機動捜査隊 （NET / 東映テレビプロ）
  - 第126話「天使の乳房」(1964年）
  - 第155話「東京0米地帯・後編」(1964年） - 浦部刑事
  - 第199話「再会」（1965年） - サンドウィッチマン
  - 第564話「男がつぶやく子守唄」（1972年） - 田畑
  - 第567話「女を棄てた女たち」（1972年） - 夏目
  - 第640話「闇」（1974年） - 神崎
  - 第665話「伯耆大山の詩」（1974年） - 深見昇一
  - 第672話「俺の殺した女」（1974年） - 和雄
  - 第731話「昭和枯れすすき」（1975年） - 良吉
  - 第758話「愛情の海」（1976年） - 井田
  - 第763話「逆光線の女」（1976年） - 多羅屋孝太郎
  - 第763話「ゆり子という女」（1976年） - 浅野源三
  - 第786話「女子高生と野獣」（1976年） - 小田切義郎
- アスファルトジャングル （1965年、NET / 東映）
- 岡田茉莉子シリーズ・花は木が枯れるまで咲く （1965年、TBS）
- 放送第一声 （1965年、NHK）
- 宮本武蔵 （1965年、NTV）
- 東京警備指令 ザ・ガードマン （TBS / 大映テレビ室）
  - 第42話「女の青い炎」（1966年）
  - 第307話「教育ママの裏口入学作戦」（1971年）
- 氷点 （1966年、NET）
- 若者たち （1966年、CX）
- 嵐のなかでさよなら （1966年、NET / 東映テレビプロ）
- 三匹の侍（CX）
  - 第4シリーズ（1966年）
    - 第3話「弁天楼異聞」 - 白石吉之助
    - 第4話「麝香丸の亡霊」 - 清助

  - 第6シリーズ 第5話「浪人志願」（1968年） - 木賃宿の客
  - 新三匹の侍 第1話「男が男が抜いた時」（1970年） - 三次
- ある勇気の記録 （1966年、NET / 東映テレビプロ）
- ウルトラシリーズ（TBS / 円谷プロ）
  - ウルトラマン 第13話「オイルSOS」（1966年） - 広川
  - ウルトラセブン 第41話「水中からの挑戦」（1968年） - 竹村
  - 帰ってきたウルトラマン 第33話「怪獣使いと少年」（1971年） - 板前姿のおやじ
  - ウルトラマン80
    - 第26話「タイムトンネルの影武者たち」（1980年） - 藤原源九郎
    - 第48話「死神山のスピードランナー」（1981年） - 吉田校長
- 快獣ブースカ 第2話「ブースカ出動」（1966年、NTV / 円谷プロ） - 銀行案内係  ※ノンクレジット[4]
- 渥美清の泣いてたまるか 第25話「お家が欲しいの」（1966年、TBS / 国際放映）
- 白い巨塔 （1967年、NET / 東映テレビプロ）
- 挑戦者 続・ある勇気の記録 （1967年、NET / 東映テレビプロ）
- コメットさん（TBS / 国際放映）
  - 第2話「ママ夢をもって」（1967年） - 当り屋
  - 第61話「ニャン太郎三度笠」（1968年） - ニャン太郎
- 忍者ハットリくん+忍者怪獣ジッポウ （1967年、NET / 東映）- フジ夫の担任
  - 第1話「ジッポウ君あらわる」
  - 第5話「PTAとはなんでござる?」
  - 第6話「結婚式とは大変なものでござる」
  - 第10話「学校は難しいでござる」
  - 第23話「それは、ジッポウ君卑怯でござる」
- 奥さまお手を拝見 （1967年、NTV）
- もがり笛 第4話、第7話（1967年、TBS / 松竹）
- しっぽのある女 （1967年、NTV）
- 泣いてたまるか 第58話「下町の青春」（1967年、TBS / 国際放映）
- キイハンター （TBS / 東映）
  - 第13話「銀色の銃を持つ男」（1968年）
  - 第235話「脱獄囚バッド・ファーザー」（1972年） - 刑事
  - 第247話「食いしん坊ギャング南国道中記」（1972年）
- ローンウルフ 一匹狼 第13話「断崖に立つ女」（1968年、NTV / 東映）
- 剣 第45話「博奕ざむらい」（1968年、NTV / C.A.L）
- 風 第23話「地獄の沙汰」（1968年、TBS / 松竹）
- 銭形平次 （CX / 東映）
  - 第99話「今日の月」（1968年） - 安五郎
  - 第262話「黄金の罠」（1971年） - 粂の市
  - 第392話「泥に咲いたまごころ」（1973年） - 重次郎
  - 第427話「きつね女」（1974年） - 善作
  - 第540話「わくら葉の女」（1976年） - 芦沢忠兵ヱ
  - 第574話「大泥棒平次」（1977年） -  喜佐松
  - 第705話「みみずく屋敷の花嫁」（1980年） - 儀兵ヱ
  - 第728話「瞳の中の鐘」（1980年） - 宗助
  - 第769話「さまよえる死体」（1981年） - 嘉兵ヱ
  - 第799話「雪の夜の密室殺人」（1982年） - 多の市
- 道頓堀 （1968年、YTV）
- 素浪人 月影兵庫 第2シリーズ 第75話「思わぬところに敵がいた」（1968年、NET / 東映） - 赤岩
- 夏みかんのような娘 （1968年、NTV）
- 夜の主役 （1968年、NTV / 大映テレビ室）
- 新・日本剣客伝 第3話「伊藤一刀斎」（1969年、NET）
- 青空にとび出せ! （1969年、TBS / 国際放映）
  - 第1話「ピンキングカー誕生」
  - 第14話「広い世間にただひとり」
- 素浪人 花山大吉 （NET / 東映）
  - 第18話「渦まで左に巻いていた」（1969年）
  - 第40話「目玉が火事でもてていた」（1969年）
  - 第56話「昔の美人が揃っていた」（1970年）
- 無用ノ介 （1969年、NTV / 国際放映）
- 用心棒シリーズ 俺は用心棒 第8話「宿場からは遠く」（1969年、NET / 東映） - 喜代造
- 炎の青春 （1969年、NTV / 東宝） - 花岡先生
- プレイガールシリーズ （12ch / 東映）
  - プレイガール
    - 第17話「女はスレスレで勝負する」（1969年）
    - 第53話「勢揃い温泉芸者」（1970年） - 成田金太郎
    - 第74話「愛されすぎて殺されて」（1970年） - 仁太
    - 第101話「男殺しの二匹の牝犬」 (1971年） - 善吉
    - 第140話「腰の軍刀にしがみつき」（1971年） - 岡部
    - 第238話「女は素肌で勝負する」（1973年） - ゲンこと野田源太郎
    - 第240話「裸の女にゃトゲがある」（1973年） - 町田
    - 第258話「女は裸で一発勝負」（1974年） - 岡本仁吉
    - 第264話「女は濡れ場で勝負する」（1974年） - 天田

  - プレイガールQ
    - 第9話「女の野性は夜燃える」（1974年） - 井口
    - 第41話「放送300回記念・東京エマニエル夫人」（1975年）- クラブ・エマニエルの客※ノンクレジット
    - 第54話「男の弱みに強い女」（1975年) - 画商石山
    - 第66話「人妻売春組織」（1976年）- 屋台の親爺
- 混戦模様 （1969年、NHK / 銀河ドラマ）
- 鬼平犯科帳（松本幸四郎版）第4話「蛇の眼」（1969年、NET / 東宝） - 金助
- 天を斬る （1969年、NET / 東映）
- Oh! それ見よ 第5話 （1969年、TBS / 国際放映）
- 彦左と一心太助 （1969年、TBS / 東映）
- お嫁にいきたい （1970年、CX）
- 水戸黄門（TBS / C.A.L）
  - 第2部 第13話「仇討角兵衛獅子 -新庄-」（1970年） - 駕籠屋久造
  - 第8部 第3話「東海道お化け旅籠・平塚」（1976年） - 桃浜の伝八
  - 第10部 第23話「めざす敵はお殿様 -高遠-」（1980年） - 串の熊五郎
  - 第11部
    - 第10話「北の岬の仇討 -八戸-」（1980年10月20日） - 権三
    - 第22話「黄門様の子守唄 -伊勢原-」（1981年） - 厚木の為三

  - 第12部 第23話「弥七を騙った悪い奴 -善光寺-」（1982年） - 黒牛の権造
- 恋愛術入門 第9話「ヒッチハイクの恋」（1970年、TBS / 国際放映）
- 千葉周作 剣道まっしぐら 第26話「馬上の対決」（1971年、TBS）- 権平
- 柳生十兵衛 （1971年、CX / 東映） - 源助
- 人形佐七捕物帳 第9話「怪談・花扇人形」（1971年、NET / 東宝）
- 火曜日の女シリーズ「花は見ていた」（1971年、NTV / ユニオン映画）
- ターゲットメン 第1話「殺人鬼をぶっ飛ばせ」（1971年、NET / 東映）
- 弥次喜多隠密道中 第5話「富士川騒動」（1971年、NTV / 歌舞伎座テレビ室）
- 遠山の金さん捕物帳 第65話「鼻ッつまみの男」（1971年、NET） - 茂平
- なんたって18歳! 第15話「大脱走なのだ」（1972年、TBS / 大映テレビ室）
- ミラーマン 第6話「鏡の中の墓場」（1972年、CX / 円谷プロ） - 大川一郎の父
- 緊急指令10-4・10-10 第4話「人喰いカビ」（1972年、NET / 円谷プロ） - 岩佐
- 仮面ライダーシリーズ（MBS / 東映）
  - 仮面ライダー 第82話「怪人クラゲウルフ 恐怖のラッシュアワー」（1972年） - 中村
  - 仮面ライダーX 第27話「特集 5人ライダー勢ぞろい!!」（1974年） - 田辺千鶴
- 世なおし奉行 第16話「空っ風非情」（1972年、NET / 東映） - 久六
- 必殺シリーズ（ABC / 松竹）
  - 必殺仕掛人 （1972年）
    - 第1話「仕掛けて仕損じなし」 - 金蔵
    - 第24話「士農工商大仕掛け」 - 井筒屋治兵衛

  - 必殺仕置人 第15話「夜がキバむく一つ宿」（1973年） - 六兵衛
  - 暗闇仕留人 第10話「地獄にて候」（1974年） - 久兵衛
  - 必殺必中仕事屋稼業（1975年）
    - 第6話「ぶっつけ勝負」 - 甚造
    - 第25話「乱れて勝負」 - 春海

  - 必殺仕業人（1976年）
    - 第5話「あんたこの身代わりどう思う」 - 和泉屋藤兵衛
    - 第20話「あんたこの志どう思う」 - 蔵吉

  - 必殺からくり人 第8話「私ハ待ッテル一報ドウゾ」（1976年） - 天斎
  - 江戸プロフェッショナル・必殺商売人 第15話「証人に迫る脅しの証言無用」（1978年） - 倉田屋治兵衛
  - 必殺からくり人・富嶽百景殺し旅 第12話「東海道金谷」（1978年） - 嘉平
  - 新・必殺からくり人 第12話「東海道五十三次殺し旅 大津」（1978年） - 運慶
  - 翔べ! 必殺うらごろし 第7話「赤い雪を降らせる怨みの泣き声」（1979年） - 一色式部
  - 必殺仕事人（1980年）
    - 第38話「闇技船中殺」 - 伍平
    - 第52話「潜り技隠し黄金止め」 - 松前屋

  - 新・必殺仕事人 第49話「主水三味線にビクビクする」（1982年） - 彦六
  - 必殺シリーズ10周年記念スペシャル 仕事人大集合（1982年） - 美代次
  - 必殺仕事人III（1983年）
    - 第22話「遊女に惚れられたのは勇次」 - 治兵衛
    - 第37話「芝居見物したかったのはせんとりつ」 - 与五郎

  - 必殺仕事人IV（1983年） - 広目屋の玉助
  - 必殺仕事人V （1985年） - 広目屋の玉助
- 怪談 第10話「雪おんな」（1972年、MBS）
- 恐怖劇場アンバランス 第10話「サラリーマンの勲章」（1973年、CX / 円谷プロ） - 犬飼市郎
- 非情のライセンス 第1シリーズ（1973年 -　1974年、NET / 東映） - 鈴木刑事
- 素浪人 天下太平（1973年、NET / 東映）
  - 第8話「夕焼け子焼けの子守唄」 - 権造
  - 第22話「日暮れの道は遠い道」 - 仁造
- キカイダー01 第22話「本日の特別授業は殺人訓練?!」（1973年、NET / 東映） - 佐々木先生、サソリストロングの声
- 隠密剣士 突っ走れ! 第9話「竜巻を斬る信太郎」（1974年、TBS / 宣弘社プロダクション） - 黒竜斎
- 顔で笑って 第24話「ママどこへ行ったの？」（1974年、TBS / 大映テレビ） - 下着泥棒
- 白い牙 第6話「事件渡世・有光洋介」（1974年、NTV / 大映テレビ）
- ご存知遠山の金さん 第33話「殴られた娘」（1974年、NET / 東映）
- 八州犯科帳 第6話「夜空に燃える炎の女」（1974年、CX / C.A.L） - 万屋丑五郎
- バーディー大作戦（東映 / TBS）
  - 第10話「吸血ワラ人形の大予言」（1974年） - 平尾
  - 第26話「燃えよ! ドラゴン日本上陸」（1974年）
  - 第37話「ヌードモデル コネクション」（1975年） - すっぽんのカメ公
  - 第51話「午前零時13分の完全犯罪」（1975年）
- おしどり右京捕物車 第19話「眩（くらむ）」（1974年、ABC / 松竹） - 田中
- ご存じ金さん捕物帳 第4話「ああ!幻の潜水船」（1974年、NET / 東映） - 八兵ヱ
- おんな浮世絵・紅之介参る! 第6話「恋の味おしえます」（1974年、NTV / ユニオン映画）
- 水もれ甲介（1974年 - 1975年、NTV / ユニオン映画） - 酒屋の主人
- 夜明けの刑事（1974年 - 1977年、TBS / 大映テレビ） - 新聞記者 
  - 第89話「犯人は誰だ!恐怖のアパート連続殺人」（1976年） - アパートの大家
- 純愛山河 愛と誠 （1974年、12ch） - 花園実業高校・愛の担任  ※第14話から出演
- Gメン'75 （TBS / 東映）
  - 第8話「裸の町」（1975年） - スナック「園」マスター
  - 第42話「殺人の条件」（1976年） - 仁科文行
  - 第57話「刑法第十一条絞死刑・その後」（1976年） - 久保
  - 第79話「24,749の遺体」（1976年） - 細谷竹次郎
  - 第92話「女の留置場」（1977年） - ディスコのマスター
  - 第122話「18才ひと夏の経験」（1977年） - 大熊
  - 第140話「十五年前の遺留指紋」（1978年） - 石川勝馬
  - 第150話「刑事の家を壊す男たち」（1978年） - 松島松太郎
  - 第179話「警察署長室ジャック」（1978年） - 八重田徳治
  - 第193話「網走刑務所・吹雪の大脱走」（1979年） - 脱獄囚（通称ラジオ）
  - 第216話「口裂け女連続殺人事件」（1979年） - 矢部
  - 第224話「九月の海から出てきた女の手首」（1979年） - トシオの父親
  - 第257話「大暴走! 囚人護送車」（1980年） - 山沢
  - 第274話「東京原宿族この夏の犯罪」（1980年） - 滝田
  - 第305話「ノーパン喫茶殺人事件」（1981年） - 喫茶店の客（中年男）
  - 第315話「独房の中の花嫁」（1981年） - 古田徳治
  - 第342話「ストッキング絞殺人事件」（1981年） - 野中タケオ
  - 第355話（最終回）「サヨナラGメン'75 また逢う日まで」（1982年） - 田宮寅松
- 影同心 第21話「牢屋は極楽殺し節」（1975年、MBS / 東映） - 嶋屋清蔵
- ザ★ゴリラ7 第26話「ゴリラ破産宣告 大戦争」（1975年、NET / 東映） - 警備主任
- 伝七捕物帳 （NTV）
  - 第74話「嘘と真実は紙ひとえ」 （1975年） - 鉄次
  - 第99話「命をかけた一分銀」（1976年） - 老医者
  - 第132話「真夜中の白装束」（1976年） - 朴念
  - 第142話「人情妻恋花火」（1977年） - 徳兵衛
- 鬼平犯科帳 第1話「用心棒」（1975年、NET / 東宝）
- 傷だらけの天使 第18話「リングサイドに花一輪を」（1975年、NTV / 東宝） - ヤミ医師
- 新宿警察 第5話「華麗なる用心棒」（1975年、CX / 東映） - 木島
- 十手無用 九丁堀事件帖 第13話「死神を追え」（1975年、NTV / 東映） - 越前屋
- 刑事物語・星空に撃て! 第7話「狙われた恋人たち」（1976年、CX）
- 燃える捜査網 第14話「恐怖のハネムーン」（1976年、NET / 東映） - 山崎
- ご存知!女ねずみ小僧 第4話「うた本が消えた」（1977年5月23日、CX） - 吉五郎
- 破れ傘刀舟悪人狩り（NET）
  - 第106話「弥九郎白夜に死す」（1976年） - 源助
  - 第125話「ろくでなし」（1977年） - 古着屋
- 五街道まっしぐら! 第11話「河童と美女といたずら小僧」（1976年、NET / 東映）
- 俺たちの旅 第18話「結婚するのも大変なのです」（1976年、NTV） - 牧師
- 宇宙鉄人キョーダイン 第13話「どうして?! ダダ星人は団地がお好き」、第14話「大ピンチ! 不滅要塞からの脱出」（1976年、MBS / 東映） - 山崎大造
- 太陽にほえろ! （NTV / 東宝）
  - 第190話「パズル」（1976年） - 岩田啓介
  - 第351話「密室殺人」（1979年） - 河辺秀行
  - 第384話「命」（1979年） - 黒崎陽三
  - 第433話「金髪のジェニー」（1980年） - 石井源次
  - 第661話「マミーが怒った」（1985年） - 八代署の駐在
- ザ・カゲスター 第29話「カラスガー死の四次元作戦」（1976年、NET） - 烏山博士（カラスガー）
- 隠し目付参上 第18話「オランダ人形は人間仕掛けのカラクリか」（1976年、MBS / 三船プロ） - 田川
- 夫婦旅日記 さらば浪人 第13話「暮れ六ツの鐘が鳴る」（1976年、フジテレビ）
- 超神ビビューン 第15話「明日が見える? 命盗みの天眼鏡」（1976年、NET / 東映） - カラステング人間態
- 大江戸捜査網 （12ch / 三船プロ）
  - 第236話「殺しの陰謀」（1976年） - 大蔵屋
  - 第404話「金塊の陰で泣く女」（1979年） - 高崎屋弥兵衛
  - 第414話「豪雨に消えた謎の美女」（1979年） - 神林庄之助
  - 第424話「長屋を襲う二万坪の陰謀」（1980年） - 長屋の浪人
  - 第458話「十手に賭けた同心魂」（1980年） - 良庵
  - 第465話「翔べ・走れ隠密犬」（1980年） - 多賀谷兵部
  - 第494話「海鳴りの里に泣く遊女」（1981年） - 駒蔵
  - 第548話「花一輪 哀しく舞う白い肌」（1982年） - 仁兵衛
  - 第572話「くノ一殺し 禁断の白い肌」（1982年） - 西國屋
  - 第619話「姫が消えた非情の囮作戦」（1983年） - 大伴彦九郎
- いろはの"い" 第25話「時効」（1977年、NTV / 東宝） - 横山ツヨシ
- 円盤戦争バンキッド 第21話「よわむし父さん大活躍」（1977年、NTV / 東宝） - 行商人
- プロレスの星 アステカイザー 第22話「アマゾンの猛魚パオラの毒」（1977年、NET / 円谷プロ） - 牧口昌一
- 人形佐七捕物帳 （1977年、ANB / 東映） 
  - 第5話「遺恨十年逆十手」 - 捨八
  - 第27話「豆六に女難の相!」 - 青木孫九郎
- 華麗なる刑事 第19話「ロックンローラーは狼の匂い」（1977年、CX / 東宝） - 城崎
- 大都会 PARTII 第43話「城西署爆破計画」（1978年、NTV / 石原プロ） - 下平昭一
- 江戸の旋風シリーズ（CX / 東宝
  - 同心部屋御用帳 江戸の旋風II 第42話 「人質を取り返せ!」（1977年） - 虎松
  - 同心部屋御用帳 江戸の旋風（第3シリーズ） 第41話「あぶない年頃」（1978年）
  - 同心部屋御用帳 江戸の旋風（第4シリーズ） 第7話「剣と千羽鶴」（1978年） - 竹次郎
  - 新・江戸の旋風（1980年）
    - 第10話「簪は知っていた」 - 尾張屋
    - 第31話「掠奪された花嫁」 - 数寄屋坊主
- 桃太郎侍 （NTV / 東映）
  - 第19話「中仙道・鬼狩り道中」（1977年） - 銀平
  - 第113話「つばめに届いた紙風船」（1978年） - 播磨屋番頭
  - 第143話「泥棒一家の用心棒」（1979年） - 兼助
  - 第193話「お化け長屋の牛騒動」（1980年） - 和泉綾麻呂
- 特捜最前線 （ANB / 東映）
  - 第20話「刑事を愛した女」（1977年） - 元看守・峰岸
  - 第108話「午前0時に降った死体!」（1979年） - 小野田勇
  - 第206話「アイドル歌手恐喝事件!」（1981年）
  - 第221話「殺人鬼を見た車椅子の婦警!」（1981年）
  - 第232話「脱走・水を飲む野獣!」（1981年） - 倉住善吉
  - 第281話「一人だけの暴走族!」（1982年） - 飯倉
- 達磨大助事件帳（ANB / 前進座 / 国際放映）
  - 第5話「獄門台の赤い雨」（1977年） - 牢名主
  - 第17話「地獄の沙汰も銭」（1978年） - 牢名主
  - 第20話「蜆が食った鉄砲玉」（1978年） - 末広屋八兵衛
- 新・座頭市（CX）
  - 第1シリーズ 第26話「鴉カァーとないて市が来た」（1977年） - 赤星の親分
  - 第2シリーズ（1978年）
    - 第3話「天保元年駕籠戦争」
    - 第17話「霜夜の女郎花」

  - 第3シリーズ 第18話「犬と道連れ」（1979年） - 馬に酒を飲ませる馬子
- 気まぐれ本格派 第21話「自分の植木鉢に種をまけ」（1978年、NTV / ユニオン映画） - アパートの大家
- 江戸の渦潮 （1978年、NTV / 東宝） - 万八
- 暴れん坊将軍（ANB / 東映）
  - 吉宗評判記 暴れん坊将軍
    - 第7話「賽の河原に立つ男」（1978年） - 横尾源大夫
    - 第93話「呆れかえった武門の意地」（1979年） - 大浦豊後守
    - 第126話「二万両で売った恋」（1980年） - 大和屋惣兵衛
    - 第147話「め組が架けた恋の橋」（1981年） - 坂部下野守
    - 第182話「据膳喰う奴喰わぬ奴」（1981年） - 土倉民部

  - 暴れん坊将軍II（1983年）
    - 第4話「富士の白雪に消えた女」 - 工藤忠兵衛
    - 第35話「恋の宴はせつのうおじゃる!」 - 大江少納言
- 横溝正史シリーズ 八つ墓村 （1978年、MBS）
- 怪奇! 巨大蜘蛛の館（1978年、ABC / 円谷プロ） - 千葉
- 消えた巨人軍（1978年、NTV） - 管理人
- 西遊記 （NTV / 国際放映）
  - 第2話「長い旅の始まり」（1978年） - 五行山の土地神
  - 第25話「妖怪帝国 突破大作戦」（1979年） - 女装妖怪
- 松本清張シリーズ 天城越え（1978年、NHK）
- 破れ新九郎 第14話「罠!死美人は知っていた…」（1979年、ANB / 中村プロ） - 五助
- 恐竜戦隊コセイドン 第38話「戦慄フランケンシュタインの復活」（1979年、12ch / 円谷プロ） - 倉持博士
- 江戸の激斗 第2話「闇にひそむ牙」（1979年、CX / 東宝） - 勘助
- 江戸の牙 第1話「炎上! 赤馬を斬れ」（1979年、ANB / 三船プロ）
- ザ・スーパーガール（12ch / 東映）
  - 第31話「異常夫婦の危険なレイプ」（1979年） - 二条音楽出版事務所社長・二条
  - 第40話「全裸殺人・真夜中の訪問者」（1980年） - 松吉
- ポーラテレビ小説 「おりん」（1979年、TBS） - 山田勘兵衛
- そば屋梅吉捕物帳 第5話「夜空に消えた父娘星」（1979年、12ch / 国際放映） - 酔漢
- 熱中時代 刑事編 第6話「アイ・ラブ・タケシ」（1979年、NTV） - 伊藤
- 探偵物語（NTV / 東映ビデオ）
  - 第7話「裏街の女」（1979年） - 江原
  - 第17話「黒猫に罠を張れ」（1980年） - 怪盗黒猫（変装時）
- 噂の刑事トミーとマツ （大映テレビ / TBS）
  - 第1シリーズ
    - 第7話「あぁ煙突のてっぺんで」（1979年） - 中華飯店マスター
    - 第45話「トミマツの、ヤマトよ永遠に」（1980年） - 根岸

  - 第2シリーズ 第29話「大ピンチ! 恋した男は変身できぬ?」（1982年） - 松原
- 日本名作怪談劇場 第12話「怪談 奥州安達ヶ原」（1979年、12ch） - 東吾
- 爆走! ドーベルマン刑事 第1話「黒バイ部隊出動す!」（1980年、TBS / 東映） - 誘拐の共犯者
- ぼくら野球探偵団 第9話「天下の魔球 赤マント三振」（1980年、12ch / 円谷プロ） - 金井監督
- 特命刑事 第2話「脱獄」（1980年、NTV / 東映） - 囚人
- 御宿かわせみ 第10話「女主人殺人事件」（1980年、NHK）
- 赤かぶ検事奮戦記 第2話「被告人、名無しの権兵衛」（1980年10月10日） - 高田滋(置き引き犯)
- 生徒諸君!（1980年、ANB / 東映） - 沖田成利の父
- 警視-K 第7話「太陽が上に向いている」（1980年、NTV / 勝プロ）- かばんを盗む男
- 秘密のデカちゃん（1981年、大映テレビ / TBS） - 山田（毎朝新聞記者）
- プロハンター 第2話「二重誘拐」（1981年、NTV / セントラル・アーツ）
- ライオン奥様劇場　新子育てごっこ（1981年、CX / NMC） - 仙吉
- 江戸の用心棒 （1981年、CX / 東宝 / 映像京都）
  - 第10話「刺客と恋人」 - 按摩屋
  - 第25話「男づくしの江戸の華」 - 般若の銀平
- 警視庁殺人課 第10話「泥沼に咲くバレリーナ」（1981年、ANB / 東映）
- 10万分の1の偶然（1981年、NTV / 三船プロ） - 米津安吉
- 影の軍団Ⅱ 第9話「呪われた抱擁」（1981年、KTV / 東映） - 宗助
- ザ・ハングマンII （1982年、ABC / 松竹芸能）
  - 第20話「美人姉妹の危険な就職」 - クラブの客
  - 第26話「嫁の殺意・ポックリ寺の謎」 - 雲海
- 可愛い悪魔（1982年、NTV / 円谷プロ）
- 宇宙刑事ギャバン 第18話「乙姫様コンテスト ハチャメチャ竜宮城」（1982年、ANB / 東映） - 亀田博士（アオガメダブラーの人間態）
- 時代劇スペシャル / 隠密くずれⅡ 地獄の子守唄（1982年、CX / 東映） - 巡見使
- 峠の群像 （1982年）
- 鬼平犯科帳'82 第26話「春の淡雪」 - 芳兵衛
- 松本清張の殺人行おくのほそ道 （1983年、ANB / 松竹）
- 松本清張の坂道の家 （1983年、NTV / 松竹）
- 土曜ワイド劇場 牟田刑事官事件ファイル 第1作「事件の眼 信濃路にいた女」（1983年10月15日、ANB / C.A.L）
- 事件記者チャボ! 第23話「チャボの長～い長～い一日!」（1984年、NTV/ユニオン映画） - 小出
- 黒革の手帖 （1984年、TBS / 松竹） - 橋田常雄
- 弐十手物語 第11話「六人の容疑者」（1984年、CX / 東映）
- 流れ星佐吉 第18話「とんだ情けの大道中」（1984年、KTV / 松竹）
- 暴れ九庵 第4話「せつない女、ふたり」（1984年、KTV / 東宝） - 久助
- 月曜ワイド劇場 女タクシー運転手 （1984年、ANB / C.A.L）
- 私鉄沿線97分署 第13話「行くぞ! マイウェイ!!」（1985年、ANB / 国際放映） - 相沢
- スーパーポリス 第1話「今晩は!ヤクザINアメリカ」（1985年、TBS） - 映画監督
- 長七郎江戸日記 第1シリーズ 第69話「老盗の心意気」（1985年、NTV / ユニオン映画）
- 未亡人殺し （1986年、ANB）
- 誇りの報酬 第9話「オホーツク悲歌」（1985年、NTV / 東宝） - 網走農協澱粉工場のおじさん
- 西田敏行の泣いてたまるか 第11話「犬ちゃん恋におちて」（1987年、TBS / 国際放映、東阪企画）
- 銀河テレビ小説（NHK）
  - かなかな虫は天の蟲 （1987年）
  - 黒潮に乾杯! （1989年） - 海山泰三
- 連続テレビ小説（NHK）
  - チョッちゃん（1987年）
- 銭形平次 （1987年、NTV / ユニオン映画）
  - 第18話「消えた獄門首」 - 佐野屋六兵衛
  - 第25話「見知らぬ亭主」 - 両之丞
- 火曜サスペンス劇場 花園の迷宮 （1988年、NTV） - 永井
- オイシーのが好き! （1989年）
- 雨よりも優しく （1989年、TBS）
- 裸の大将 （KTV / 東阪企画）
  - 第38話「清と花嫁の父」（1990年） - 南寛三
  - 第46話「清と獅子舞てんてこ舞」（1991年） - 宗助
- 世にも奇妙な物語 (CX) 
  - 「ミッドナイト・コール」（1990年）
  - 「リフレイン」（1991年） - 室田刑事
- 怪談 KWAIDAN （1992年、CX）
- 朝比奈周平ミステリー3 （1992年、NTV）
- 金田一耕助の傑作推理 病院坂の首縊りの家 （1992年、TBS）
- 松本清張スペシャル 疑惑（1992年、CX）
- HOTEL 第3シリーズ 第6話「恋の数−1=失恋」（1994年5月19日、TBS / 近藤照男プロダクション） - 二本松
- 古畑任三郎 第7話「殺人リハーサル」（1994年、CX） - 山さん（小道具・山本）
- 十津川警部シリーズ (渡瀬恒彦)松島・蔵王殺人事件（1995年、TBS） - 神田圭一郎
- ヘルプ! （1995年、CX）
- 3番テーブルの客 （1996年、CX）
- 陽はまた昇る （1996年、CX）
- さむらい探偵事件簿（1996年 - 1997年、NTV / ユニオン映画） - 又造
- 松本清張スペシャル・恐喝者 （1997年、NTV） - 飲み屋の親爺
- 甘い結婚 （1998年、CX)
- 鬼平犯科帳 第8シリーズ 第2話「瓶割り小僧」（1998年、CX / 松竹） - 千蔵
- 金曜時代劇 物書き同心 居眠り紋蔵（1998 NHK） - 与兵ヱ
- 尼さん探偵シリーズ（1999年） ‐ 白井文造
- 3年B組金八先生 （TBS） - 駒井町会長 
  - 第5シリーズ （1999年）
  - 第6シリーズ （2001年）
- フードファイト （2000年、NTV） - 駒形周作
- 新・赤かぶ検事奮戦記 「黒ユリは殺しのメッセージ 飛騨路美女連続殺人 ヒスイ海岸〜糸魚川」10 （2000年、ANB） - 田島音松
- 昔の男 第7話（2001年、テレパック/TBS）[5]
- お祭り弁護士・澤田吾朗（2002年） - 佐久間大三郎
- 義経 （2005年、NHK） - 朱雀の翁
- 愛と友情のブギウギ （2005年、NHK） - 大月仙太郎
- タクシードライバーの推理日誌21 （2005年、EX）
- 夏樹静子ミステリー アリバイの彼方に4 （2005年、CX）
- 松本清張特別企画・渡された場面 （2005年、TX）
- 終着駅の牛尾刑事VS事件記者冴子 森村誠一の殺人の詩集 （2006年、EX）
- ジャッジ 〜島の裁判官奮闘記〜 （2007年、NHK）
- ジュテーム〜わたしはけもの （2008年、BSフジ）
- 土曜時代劇 / オトコマエ!2 （2009年、NHK） - 茶店の主

### 映画
- ひろしま（1953年）　- 日の丸の旗をふる男
- 雲ながるる果てに （1953年、松竹）
- 狂宴 （1954年） - 飛島正亀
- ふろたき大将 （1955年） - 先生
- 天国はどこだ （1956年） - 良助
- 純愛物語 （1957年、東映） - 刑事B
- キクとイサム （1959年、大東映画/松竹） - 眼鏡の男
- 警視庁物語 一〇八号車 （1959年、東映） - 新聞記者B
- 静かなる兇弾 （1959年、東映） - 記者A
- 警視庁物語 聞き込み （1960年、東映） - 三郎
- 事件記者シリーズ （東映） - 田村 
  - 恐怖の魔女 （1962年）
  - 殺人鬼の誘惑 （1963年）
- 新婚シリーズ 月給日は嫌い （1962年） - 林忠夫
- 最初が肝心 （1962年） - 林忠夫
- わんわん忠臣蔵 （1963年） - 狸のヌキ太
- 三匹の侍 （1964年）
- 新・事件記者 殺意の丘 （1966年） - 工藤刑事
- 女のみづうみ （1966年、松竹） - 温泉地の写真屋主人
- 勝負犬 （1967年） - 管理人亭主
- 女賭博師乗り込む （1968年） - 北京亭
- 続セックスドクターの記録 （1968年） - 中沢弥一
- 若者たち （1968年） - 小川の親戚A
- 燃えつきた地図 （1968年） - 前田燃料店の店員B
- 恐喝こそわが人生 （1968年、松竹）
- コント55号 宇宙大冒険 （1969年） - 物理学者
- 与太郎戦記 （1969年） - 田熊六年兵
- 続・与太郎戦記 （1969年） - 田熊六年兵
- ある女子高校医の記録 続・妊娠 （1969年） - 的場
- 高校生番長 ズベ公正統派 （1970年） - 校長
- 裸でだっこ （1970年） - 大場正明
- 喜劇 おひかえなすって! （1970年） - 黒川
- 与太郎戦記 女は幾万ありとても （1970年） - 三助
- 喧嘩屋一代 どでかい奴（1970年） - 今村
- 白昼の襲撃 （1970年）
- 昭和ひとけた社長対ふたけた社員（1971年） - 釣り人
- 女番長ブルース 牝蜂の逆襲 （1971年） - 高野
- あゝ声なき友 （1972年）
- 男の代紋 （1972年） - 馬鹿為
- 子連れ狼 死に風に向う乳母車 （1972年）
- 無宿人御子神の丈吉 川風に過去は流れた （1972年） - 源太
- 日蔭者 （1972年） - 弥七
- 軍旗はためく下に（1972年） - 役場の官吏
- わが道 （1974年） - 橋本警部補
- 青春狂詩曲 （1975年） - 教頭
- 東京湾炎上 （1975年） - 特撮監督
- 新仁義なき戦い 組長最後の日 （1976年、東映） - 山田東吉
- 男はつらいよシリーズ（松竹）
  - 男はつらいよ 寅次郎純情詩集 （1976年） - 渡辺巡査
  - 男はつらいよ 寅次郎かもめ歌 （1980年） - 定時制高校生徒
  - 男はつらいよ 花も嵐も寅次郎（1982年） - 法事の客
  - 男はつらいよ 旅と女と寅次郎 （1983年） - 記者
  - 男はつらいよ 寅次郎恋愛塾 （1985年） - 旅の雲水
- はだしのゲン （1976年） - 広瀬先生
- 不毛地帯 （1976年） - 鑑識課員
- 狭山裁判 （1976年） - 田所巡査
- 幸福の黄色いハンカチ（1977年） - 警官
- 竹山ひとり旅 （1977年） - 芝居の小屋主
- 白熱デッドヒート（1977年） - 客の中年男
- 高校大パニック（1978年） - 城野安太郎
- 難病「再生不良貧血性」と闘う 君はいま光のなかに （1978年） - 酒井
- 柳生一族の陰謀 （1978年、東映） - 三条大納言実条
- 赤穂城断絶 （1978年、東映） - 宝井其角
- 日蓮（1979年） - 極楽寺良観
- 金田一耕助の冒険 （1979年）
- 復讐するは我にあり （1979年）
- 俺達に墓はない （1979年） - 中年男
- 真田幸村の謀略（1979年） - 片桐且元
- レイプハンター 狙われた女（1980年、日活〈日活ロマンポルノ〉） - 探偵
- 裸の大将放浪記〜山下清物語〜（1981年、松竹） - 増山巡査
- とりたての輝き（1981年、東映）
- 刑事物語 （1982年）
- 十階のモスキート （1983年）
- 晴れ、ときどき殺人（1984年）
- 想い出のアン （1984年）
- 必殺! ブラウン館の怪物たち （1985年、松竹） - 玉助
- ア・ホーマンス （1986年）
- 湘南爆走族（1987年）
- 愛しのハーフ・ムーン（1987年）
- 文学賞殺人事件 大いなる助走（1989年）
- 宇宙の法則（1990年）
- 息子 （1991年）
- あふれる熱い涙 （1992年）
- 新宿欲望探偵 （1994年）
- とられてたまるか!? （1994年）
- 集団左遷（1994年）
- トイレの花子さん （1995年）
- マリーの獲物 （1996年）
- 秘祭 （1998年）
- エコエコアザラクIII MISA THE DARK ANGEL （1998年）
- ゴジラ2000 ミレニアム （1999年）
- 借王７ -THE MOVIE2000-（2000年、日活）- コウちゃん
- 淀川長治物語 神戸篇 サイナラ （2000年、PSC）
- マネーざんす （2002年）
- 釣りバカ日誌13 ハマちゃん危機一髪! （2002年、松竹） - 釣り人佐伯名人
- KARAOKE-人生紙一重- （2005年）
- ひいろ （2006年、松竹）
- 旅の贈りもの 0:00発（2006年）
- ゲゲゲの鬼太郎 千年呪い歌 （2008年）
- 次郎長三国志（2008年）
- 20世紀少年 第2章 最後の希望 （2009年） - オデオン座の老人
- FLOWERS -フラワーズ-（2010年）

### オリジナルビデオ
- THE レイプマン
- パチンカー奈美2（1993年）
- 新桃太郎伝説 七夕の村は激戦区（1993年）
- ブラック・ジャック（1996年）
- ピイナッツ -落華星-（1996年） - 牧村 役
- 濡れた筆先（1998年）

### 舞台
- 曽根崎心中 お初燃える恋
- ペリクリーズ
- マクベス
- Love Me Tonight

### ネットドラマ
- Seventh Tarz and Legend Guitar （2007年）

### 情報番組
- ニュース富山人 （NHK富山） - 榮の導き（2010年 - 2012年）

### ラジオ
- コサキンDEワァオ!

### CD・DVD
- 老人と子供のポルカ ※左卜全とひまわりキティーズのカバー
- DVD恐怖劇場アンバランス Vol.5特典映像

### バラエティ
- ダウンタウンのガキの使いやあらへんで!!
- 快傑えみちゃんねる （関西テレビ）
- とんねるずのみなさんのおかげです （フジテレビ）
- いい旅・夢気分 （テレビ東京）
- 秘密のケンミンSHOW （日本テレビ系）
- ハイビジョン特集「天才画家の肖像 雪舟 画聖と呼ばれた男」（2005年11月7日、NHK） - 雪舟

### その他
- ニュース富山人のロゴの『富山人』の字は梅津の揮毫である(現在は使われていない。)